# Payne (Ohio)
Payne és una vila dels Estats Units a l'estat d'Ohio. Segons el cens del 2000 tenia 1.166 habitants.

## Demografia
Segons el cens del 2000, Payne tenia 1.166 habitants, 508 habitatges, i 325 famílies. La densitat de població era de 833,7 habitants per km².
Dels 508 habitatges en un 28,1% hi vivien nens de menys de 18 anys, en un 47,6% hi vivien parelles casades, en un 11% dones solteres, i en un 36% no eren unitats familiars. En el 32,5% dels habitatges hi vivien persones soles el 16,7% de les quals corresponia a persones de 65 anys o més que vivien soles. El nombre mitjà de persones vivint en cada habitatge era de 2,29 i el nombre mitjà de persones que vivien en cada família era de 2,85.
Per edats la població es repartia de la següent manera: un 23,7% tenia menys de 18 anys, un 9,9% entre 18 i 24, un 27,8% entre 25 i 44, un 20,8% de 45 a 60 i un 17,8% 65 anys o més.
L'edat mediana era de 37 anys. Per cada 100 dones de 18 o més anys hi havia 84,6 homes.
La renda mediana per habitatge era de 36.250 $ i la renda mediana per família de 42.024 $. Els homes tenien una renda mediana de 36.912 $ mentre que les dones 20.833 $. La renda per capita de la població era de 17.908 $. Aproximadament el 3,2% de les famílies i el 5,3% de la població estaven per davall del llindar de pobresa.

## Poblacions properes
El següent diagrama mostra les poblacions més properes.